# Адмирал Сенявин (броненосец)
«Адмирал Сенявин» («Мисима»)  — броненосец береговой обороны Российского императорского и Японского императорского флотов. В русском флоте носил название в честь Д. Н. Сенявина.

## История корабля
Корабль заложен в Малом каменном эллинге Нового Адмиралтейства Санкт-Петербурга 8 апреля 1893 года. Главным строителем был старший помощник судостроителя М. К. Яковлев, которого сменил младший судостроитель Н. И. Михайлов. Спущен на воду 10 августа 1894 года. Вступил в строй в 1896 году.
С июля 1898 года корабли «Адмирал Ушаков» и «Адмирал Сенявин» были в составе Практической эскадры. В июле-августе они участвовали в учениях, при этом 29 июля «Ушаков» столкнулся с миноносцем № 110 (лёгкие повреждения обоих кораблей), а 26 августа два броненосца расстреляли списанные лайбы, добив их затем таранными ударами.
В Цусимском сражении "Адмирал Сенявин" оказался единственным из 24 кораблей главных сил обеих сторон, не получившим прямых попаданий, имея при этом троих раненых от близких разрывов. 28 мая 1905 года был сдан японцам, которые переименовали его в «Мисиму» и использовали для поддержки своих войск при высадке на о. Сахалин.
Весной 1907 года броненосец сильно пострадал от взрыва боеприпасов, но был отремонтирован и остался в строю. В 1914 году был в составе японских сил, блокировавших подконтрольный немцам Циндао. В 1918 году переоборудован в ледокол. В 1928 году исключен из списков флота и с 1936 года — блокшив. Его превратили в корабль-цель, и потопили в 1936 году на стрельбах.

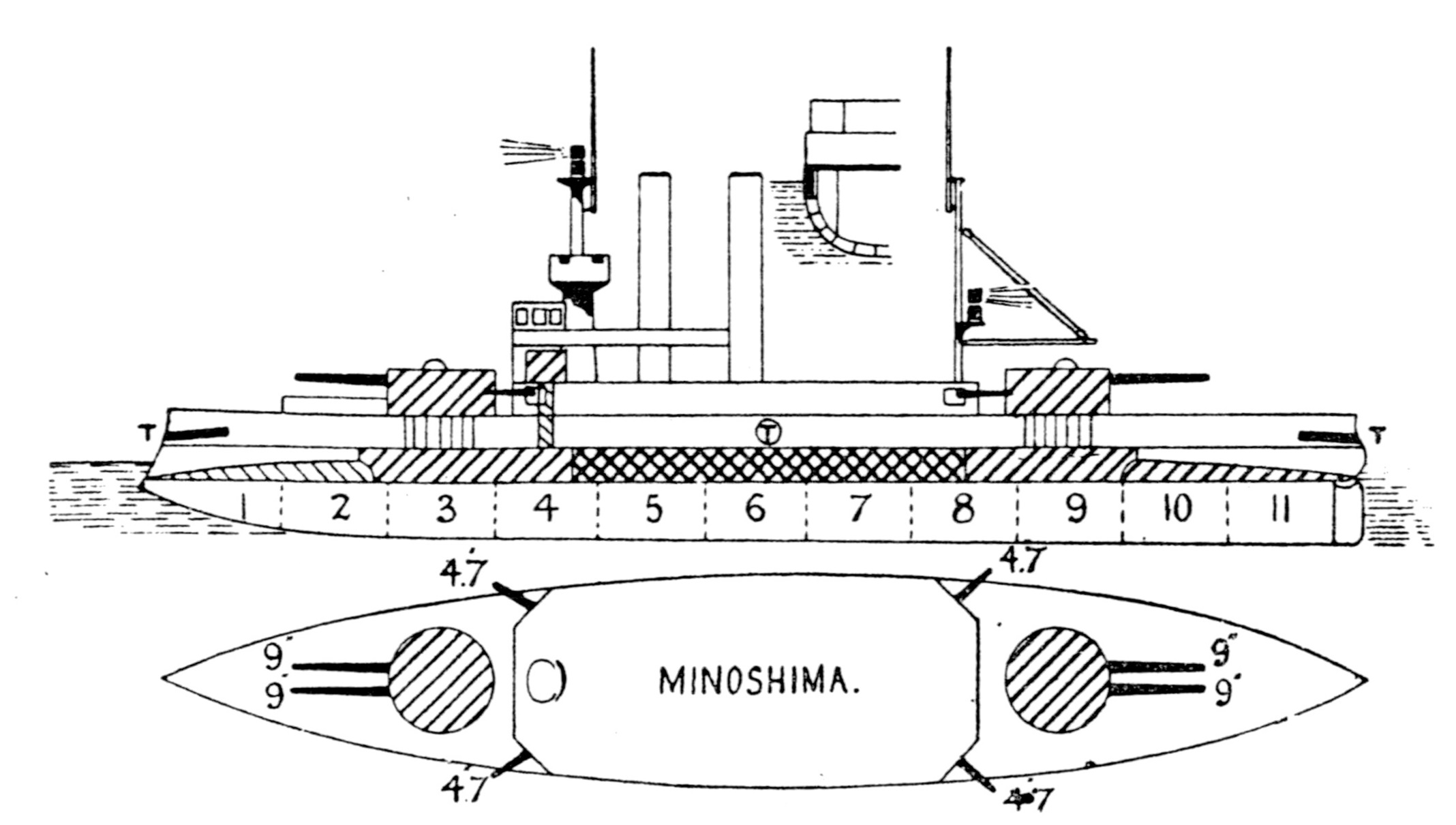
Схема